# Litanie van alle Heiligen
De Litanie van alle Heiligen is een gesproken of gezongen gebed uit de rooms-katholieke en anglicaanse liturgie. In deze litanie wordt eerst God aangeroepen en vervolgens een groot aantal heiligen, om voor de gelovigen te bidden tot God. Zoals elke litanie heeft ook deze de vorm van een 'vraag-antwoord-structuur'. Dat wil zeggen dat de voorzanger eerst een regel bidt, en de gelovigen de volgende vaak eenvoudige en repeterende regel.
De litanie wordt gezongen:
- tijdens de Paaswake;
- wijdingen van priesters en bisschoppen;
- tijdens het binnenbrengen van het lichaam van een overleden paus in de Sint-Pietersbasiliek;[1][2]
- voorafgaand aan een conclaaf in de Sixtijnse Kapel bij het binnentreden van de processie met het college van Kardinalen.

In de anglicaanse liturgie wordt de litanie gezongen tijdens het binnentreden van de processie voorafgaand aan de kroning van een Britse monarch in Westminster Abbey.

## Opbouw van de litanie
Hoewel de litanie doet vermoeden dat alle heiligen worden aangeroepen, is het in werkelijkheid een selectie van de belangrijkste heiligen. Het totale aantal heiligen loopt op in de duizenden. Deze heiligen vertegenwoordigen echter wel de belangrijkste categorieën van soorten heiligen. Dit zijn achtereenvolgens:
- Engelen
- Oudtestamentische heiligen, zoals aartsvaders en profeten (Hoewel zij niet christelijk waren, worden ze wel met terugwerkende kracht tot de heiligen gerekend)
- Apostelen
- Evangelisten
- Martelaren
- Kerkleraren
- Maagden
- Ordestichters

De litanie wordt omlijst (begint en eindigt) door gebeden direct gericht tot God, om ontferming, vergeving, bijstand, en lofzang.

## Een parodie
In 1629 belegerde stadhouder Frederik Hendrik van Oranje met zijn troepen de stad 's-Hertogenbosch, die op dat moment in Spaanse handen was. Het beleg, dat leidde tot de val van de stad op 14 september 1629, inspireerde de calvinistische predikant Jacobus Revius tot een parodie op de Litanie van alle Heiligen, een ‘Gebedt voor de belegeringe van 's Hertogen-bos’. Net als bij de litanie reciteert de voorganger steeds een couplet, waarna de gelovigen antwoorden: ‘Wilt ons horen lieve Heer’, Revius' weergave van ‘Te rogamus, audi nos’. Bijvoorbeeld couplet 2:
Gevet den Nassouschen helt,
Die getogen is te velt
En, versien met cloecke mannen,
Heeft zijn tenten uytgespannen
Voor Den Bos, al sijn begeer.
Wilt ons horen lieve Heer.